# 陳茂烈
陳茂烈（1459年—1516年），字時周，號如賓，福建興化衛籍，浙江溫州府瑞安縣人，明朝政治人物。

## 生平
成化二十二年（1486年）丙午科福建鄉試第十三名舉人，弘治九年（1496年）丙辰科三甲第二十八名進士。授吉安府推官，十六年（1503年）三月升河南道監察御史，以母老乞終養，清苦不能自存。正德五年（1510年）七月改晉江縣儒學教諭，得資祿以養親，又給月米三石，十一年（1516年）十二月卒於家，年五十八。

## 家族
曾祖陳伯洪；祖父陳慶四；父陳善祥，母張氏。慈侍下。無子嗣。

## 延伸阅读
[在维基数据编辑]
 《國朝獻徵錄·卷之六十五》，出自焦竑《國朝獻徵錄》
 《明史卷二百八十三》，出自《明史》